# 諾曼第公爵理查二世

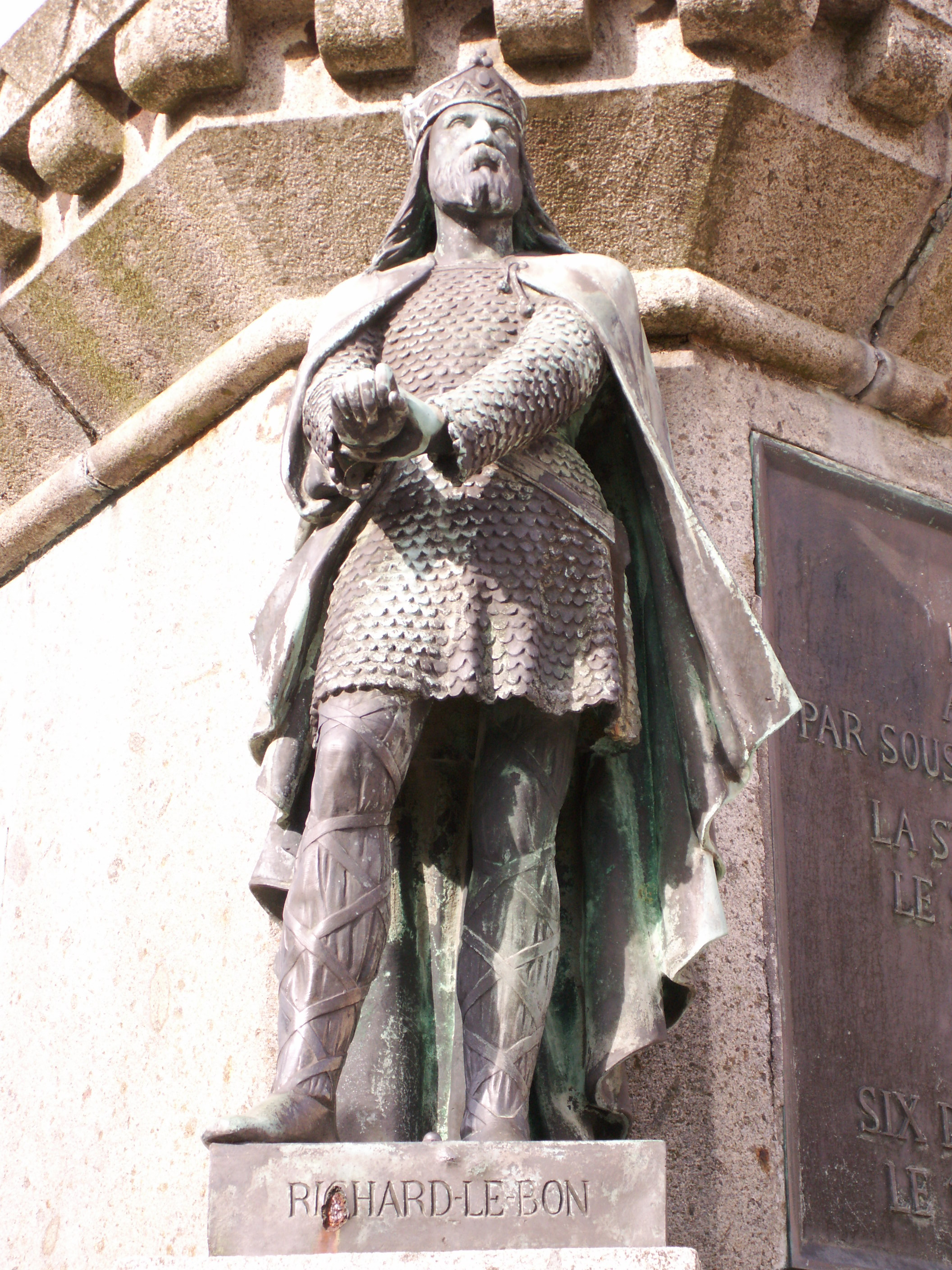
理查二世 (諾曼第)

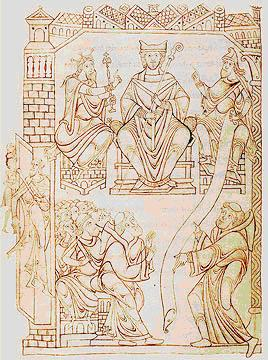
理查二世 (諾曼第)

理查二世（法語：Richard II de Normandie；963年—1026年），綽號「好人」（le Bon）是無懼者理查一世的兒子。理查二世在996年繼承諾曼第公爵爵位。理查曾經平定鄉村暴動，並且協助法王羅貝爾二世對抗勃艮第公國。他也曾經在科唐坦半島擊退英格蘭的攻擊。理查也持續的進行諾曼人宗教的改革。
理查也試圖透過聯姻的方式改善與英格蘭的關係：他的妹妹愛瑪與英格蘭國王埃塞爾雷德結婚，成為英格蘭王后。這層關係讓他的孫子征服者威廉可以奪取英格兰的王位。

## 家庭
1000年左右，理查二世與布列塔尼的茱蒂絲結婚，兩人共有2子2女：
1. 理查三世（—1027年），諾曼第公爵
2. 羅貝爾一世（—1035年），諾曼第公爵
3. 艾莉絲（英语：Alice of Normandy）（—1038年），與勃艮第伯爵雷諾一世結婚
4. 埃莉諾（英语：Eleanor of Normandy）（—1071年），與佛蘭德伯爵博杜安四世結婚